# Mont Kupreanof
El mont Kupreanof és un estratovolcà que es troba a la península d'Alaska, a l'estat d'Alaska, als Estats Units. El cim s'eleva fins als 1.895 msnm i és el més gran i el més al nord-est d'un grup de cinc volcans que es troben davant la badia de Stepovak. Mostra una intensa activitat en forma de fumaroles. La darrera erupció, única en temps històrics, va tenir lloc el 1987 i va produir una emissió menor de vapor i cendres.